# Gabrielė Albertavičiūtė
Gabrielė Albertavičiūtė (ur. 3 sierpnia 1985 w Wilnie) – litewska wioślarka.

## Osiągnięcia
- Mistrzostwa Świata Juniorów – Ateny 2003 – jedynka – 11. miejsce[1].
- Światowe Regaty U-23 – Poznań 2004 – dwójka podwójna – 11. miejsce[1].
- Mistrzostwa Świata U-23 – Amsterdam 2005 – jedynka – 1. miejsce[1].
- Mistrzostwa Świata U-23 – Glasgow 2007 – dwójka podwójna – 8. miejsce[1].
- Mistrzostwa Europy – Poznań 2007 – dwójka bez sternika – 6. miejsce[1].
- Mistrzostwa Świata – Monachium 2007 – czwórka podwójna – 12. miejsce[1].
- Mistrzostwa Europy – Ateny 2008 – dwójka bez sternika – 5. miejsce[1].
- Mistrzostwa Europy – Ateny 2008 – czwórka podwójna – 6. miejsce[1].
- Mistrzostwa Świata – Poznań 2009 – dwójka podwójna – 13. miejsce[1].
- Mistrzostwa Europy – Brześć 2009 – dwójka podwójna – 8. miejsce[1].
- Mistrzostwa Europy – Montemor-o-Velho 2010 – dwójka podwójna – 9. miejsce[1].